# Hesperapis fulvipes
Hesperapis fulvipes är en biart som beskrevs av Crawford 1917. Hesperapis fulvipes ingår i släktet Hesperapis och familjen sommarbin. Inga underarter finns listade i Catalogue of Life.